# 로이 코르한
로이 조지 코르한(Roy George Corhan, 1887년 10월 21일 ~ 1958년 11월 24일)은 미국의 전 프로 야구 선수이다. 1910년대에 메이저 리그 베이스볼(MLB)에서 유격수로 활약했으며, 우투우타였다. 2시즌 동안 시카고 화이트삭스와 세인트루이스 카디널스에서 뛰었다. 통산 135경기에 출전해 90안타, 44득점, 26타점, 17도루를 기록했다.